# Cioară gulerată
Cioara gulerată (Corvus torquatus) este un membru al familiei Corvidae originară din China și din nordul Vietnamului.